# 兎粘液腫

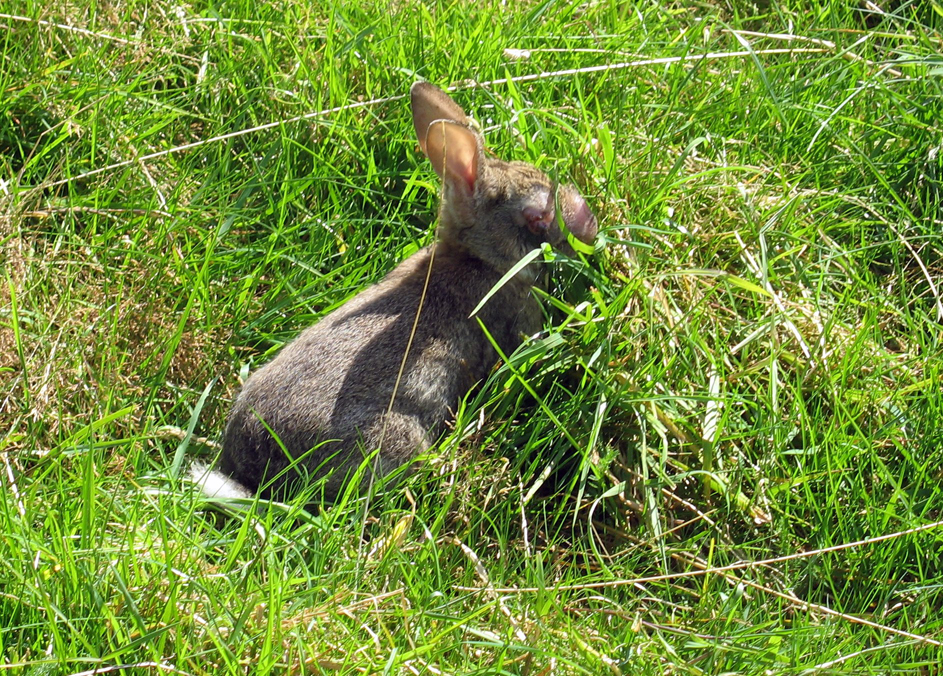
兎粘液腫に感染したヨーロッパアナウサギ（イギリス シュロップシャー州）

兎粘液腫（うさぎねんえきしゅ、英:rabbit myxomatosis）とは、ミクソーマウイルス感染を原因とするウサギの感染症。日本では家畜伝染病予防法において届出伝染病に指定されており、対象動物はウサギ。ミクソーマウイルスはポックスウイルス科レポリポックスウイルス属に属するDNAウイルス。主にウサギノミより媒介されるが、他の節足動物もベクターとなる。治療法はない。

## 感染する種
兎粘液腫はミクソーマウイルスの感染により発症し、アナウサギの罹患率及び致死率がとても高い感染症である。イギリスでは稀にヤブノウサギやユキウサギに感染することもあるが、その個体数に与える影響はほとんどない。
ミクソーマウイルスの本来の生息地は中南米で、中南米に生息するワタオウサギ属のウサギの間に感染が広がっているが、彼らはミクソーマウイルスに対する免疫を持っており、感染した部位が一時的に腫れるだけである。しかしヨーロッパのアナウサギには致命的な影響を与える。

## 症状
ミクソーマウイルスの媒介は、主にウサギノミによる咬傷によって行われる。ミクソーマウイルスに感染したウサギは、感染から1週間以内に症状が出始め、発熱、結膜眼瞼炎のほか、鼻、耳、肛門、生殖器周辺の粘膜と皮膚の境界部皮下にゼラチン様腫瘤を形成する。瞼や鼻、耳などが膿で腫れあがり、目も開けられず、耳も聞こえない状態となり、感染後11 - 15日で死に至る。

## 致死率と免疫・耐性

### イギリス
イギリスにおける兎粘液腫によるアナウサギの致死率と、アナウサギのミクソーマウイルスに対する免疫・耐性について説明する。
アナウサギがミクソーマウイルスに感染し兎粘液腫が発症した場合、その致死率は非常に高く、1953年にイギリスに初めてミクソーマウイルスが導入されたときの致死率は99.99%であった。しかし、感染しても生き残ったわずか0.01%のアナウサギはミクソーマウイルス対する免疫を獲得し、以後兎粘液腫に冒されることはない。この免疫は妊娠中のアナウサギから胎児のアナウサギへ受け継がれたと推察される。生まれた幼獣のウサギの免疫は長くは続かないと考えられるが、その幼獣が免疫が有効である期間内にミクソーマウイルスに感染すると新たに免疫を獲得することができる。また、ミクソーマウイルスはそれ自身が変化し、毒性の弱いミクソーマウイルスは宿主のアナウサギが死に至る前に新しい宿主（アナウサギ）に移り、勢力を広げることができた。弱毒化したミクソーマウイルスによる兎粘液腫に罹患したアナウサギの致死率は70 - 95%である。1970年代にはアナウサギがミクソーマウイルスに対する耐性を遺伝的に獲得するようになり、弱毒性のミクソーマウイルスは衰退し、より強い毒性を持つミクソーマウイルスが台頭するようになる。アナウサギの耐性強化とミクソーマウイルスの毒性強化のいたちごっこになるが、ミクソーマウイルスが中南米のワタオウサギ属のウサギに与えている影響と同程度の影響をアナウサギに与える状態に落ち着くと考えられる。1980年代ではミクソーマウイルスに感染したアナウサギの致死率は40 - 60%である。

### オーストラリア
オーストラリアにおける兎粘液腫によるアナウサギの致死率と、アナウサギのミクソーマウイルスに対する免疫・耐性について説明する。
オーストラリアでは1950年にアナウサギを駆除するためにミクソーマウイルスを導入する。1950年当時は、兎粘液腫によるアナウサギの致死率は99%であった。しかし数年後にはミクソーマウイルスが変化して弱毒化し、またアナウサギもミクソーマウイルスに対する耐性を獲得するようになったため致死率は50%まで下がる。ミクソーマウイルスは自分自身が生き伸びるために宿主であるアナウサギを生かす必要があり、弱毒化したものが淘汰されずに残ったと考えられる。

## 用途
兎粘液腫の病原体であるミクソーマウイルスは生物農薬として使用される。

### イギリス
イギリスにおけるミクソーマウイルスを用いたアナウサギの駆除について説明する。
アナウサギはイギリス固有種ではなく、12世紀に十字軍によってイギリスに移入されたと考えられている。アナウサギは貴族の婦人たちの狩猟対象動物として人気があった。アナウサギ狩りはイノシシ狩りのような危険を伴わず、貴婦人たちにはちょうどよい動物で、エリザベス1世をはじめとして、貴族の間でアナウサギが飼育されていた。また、狩りのような娯楽目的以外に、食肉として、毛皮としての資産価値もあった。アナウサギの飼育は屋外で土地を土手や石垣で囲んだ区画内で行われ、管理人が密猟者や捕食獣の侵入を防いでいた。18世紀までアナウサギは経済上重要な位置付けがなされていたが、小麦と羊毛の価格が上昇すると「アナウサギ牧場」が取り壊されて小麦畑と羊牧場に変わり、アナウサギの野生化が始まる。土地を所有する貴族がアナウサギやキジなどを狩猟対象動物として重視し、彼らの天敵となる捕食獣の数を調整していたために野生化したアナウサギの数が激増し、19世紀後期には農作物に被害が発生するようになる。アナウサギの被害を食い止めるために、畑に柵を設置したり、アナウサギ狩りを行ったが、効果はなかった。そして1953年9月に兎粘液腫によるアナウサギ駆除方法が導入される。ミクソーマウイルスは人為的にイギリスに移入され、1955年にはイギリス全土に普及し、野生アナウサギの99%以上が死滅し、1956年にはアナウサギの総数が最低値になる。1954年にはミクソーマウイルスを意図的に野生アナウサギに感染させることが禁止され、兎粘液腫ウイルスの感染を阻止するための方策が実施された。兎粘液腫によって絶滅に瀕した野生アナウサギであったが、1960年代に個体数が増加し始める。アナウサギがミクソーマウイルスに対する免疫を持つようになったからである。1980年代には野生アナウサギの個体数はミクソーマウイルス導入以前の約20%まで戻ったと推察されている。

### オーストラリア
オーストラリアにおけるミクソーマウイルスを用いたアナウサギの駆除について説明する。
オーストラリアへのアナウサギの移入は、1788年にイギリスの艦隊によって行われた。確実な記録として残っているものによると、1859年にビクトリア州の農場にイギリスから移入した24匹である。この24匹は繁殖により急増し、6年後の1865年には2万匹のアナウサギが捕殺された。また生息地域も拡大し、オーストラリアの生態系と農業に大きな打撃を与えるようになったため、害獣として扱われるようになる。1900年時点では既にアナウサギの勢力を抑えることができない状態になっていた。アナウサギ防御対策として柵が設置され、1940年代から1950年代にかけてトラクターを数千台投入してアナウサギの巣穴潰しを行った。その後ミクソーマウイルス（兎粘液腫病原体）を導入するが、イギリスと同様にミクソーマウイルスの毒性の変化（強毒→弱毒化→中間毒化）と、アナウサギのミクソーマウイルスへの耐性強化によるいたちごっこになって、兎粘液腫による致死率が下がり、現在も人とアナウサギとの攻防が続いている。